# 2016 Гайнеманн
2016 Гайнеманн (2016 Heinemann) — астероїд головного поясу, відкритий 18 вересня 1938 року.
Тіссеранів параметр щодо Юпітера — 3,184.